# Alain Junior Olle Olle
Alain Junior Olle Olle es un jugador de fútbol camerunés actualmente retirado, nacido el 11 de abril de 1987 en Douala. Su último club fue el Melhus Idrettslag de Noruega en 2020. 

## Trayectoria Profesional
Comenzó su carrera profesional en Plaza Colonia de Uruguay y luego fue transferido al Club Nacional de Football en 2006.
En 2008 participó en los Juegos Olímpicos por la selección de Camerún, que concreto una buena actuación en el campeonato llegando en la segunda fase y participando en todos los partidos del campeonato
Fue campeón juvenil de África sub-23 en 2007 en los juegos africanos de Argelia y ganador de los 8 naciones.
Pasó por varios clubes y tras jugar para el SC Freiburg de la Bundesliga alemana, en enero de 2010 fue transferido al Rot Weiss Ahlen, de la Segunda División alemana, que ese mismo año descendió a la Tercera División.
En la carrera del jugador, un trotamundos del fútbol, figuran pasos por Plaza Colonia, Águilas de México , CLUB NACIONAL DE FOOTBALL, Freiburg, Rot Weiss Ahlen, Stabæk IF, Åtvidabergs Fotbollförening, Varbergs BoIs y Trujillanos Fútbol Club.
En stabaek IF el delantero camerunés tuvo buena actuación y fue figura en el club haciendo varios goles.
En Trujillanos tuvo una escasa participación, discutiendo fuertemente luego de un partido en los vestuarios con el entrenador de arqueros del equipo, en ese entonces Manuel Pettinaroli y así concluyendo su paso por el equipo venezolano.
En 2013 el delantero camerunés volvió a Cerro de Uruguay.
En sus últimos siete años de carrera alternó en varios equipos noruegos: Byåsen en 2014, Brumunddal en 2015, Frøya FK entre 2016 y 2018, Trønder-Lyn también en 2018, y finalmente Melhus Idrettslag en 2020. 